# Jorge López Ruiz
Jorge López Ruiz (La Plata, 1 de abril de 1935-Buenos Aires, 11 de diciembre de 2018) fue un músico argentino, compositor y ejecutante de contrabajo, intérprete y arreglador de diversos géneros de música popular, especialmente de jazz.
En su obra se destacan El grito (1967) y Bronca Buenos Aires (1970), prohibidas por la dictadura militar. En la música popular ha sido arreglador y compositor de temas para Sandro, Leonardo Favio y Piero, entre otros.
Fue asiduo partícipe de una serie de reuniones de improvisación y experimentación folklórica informal en casa de Eduardo Lagos, bautizadas humorísticamente por Hugo Díaz como folkloréishons, que a la manera de las jam sessions del jazz, solía reunir a Lagos, Astor Piazzolla y Díaz, con otros músicos como el propio López Ruiz, Oscar Cardozo Ocampo, Domingo Cura y Oscar López Ruiz, entre otros. Con su cuarteto fue premiado por la Fundación Konex como uno de los 5 mejores conjuntos de jazz de la década en la Argentina.

## Discografía
1. B.A. jazz, 1961
2. JLR Interpreta a JLR, 1964
3. El grito, 1967
4. Bronca Buenos Aires, 1970
5. De prepo, 1972
6. Viejas raíces, 1975
7. Viejas raíces II, 1976
8. Encuentro en Nueva York, 1978, con la participación de Lew Soloff (trp), Fred Lipsius (sax), Jeremy Steig (fl), Eddie Gómez (bass), Anthony Jackson (el.bass), Ray Barreto (congas), Jorge Dalto (p), "Pocho" Lapouble (dr).
9. Un hombre de Buenos Aires. Concierto en conmemoración del 400º Aniversario de la Ciudad de Buenos Aires, 1978
10. Un hombre de Buenos Aires. Concierto en conmemoración del 400º Aniversario de la Ciudad de Buenos Aires, con la participación de Buenos Aires 8, Donna Caroll, Antonio Agri, Oscar López Ruiz, Dino Saluzzi, Andrés Boiarsky, Domingo Cura, Gustavo Moretto, Manolo Juárez, Pablo Ziegler, Pocho Lapouble, J.M. Loriente, Héctor Console, Víctor Ducatenzeiler y Osvaldo Acedo, 1978
11. Contrabajismos, 1988
12. Espacios, 1990
13. Coincidencias, 1994,
14. Coraje Buenos Aires, 2023 (Obra postuma, grabado entre 1972 y 1973)

Cabe destacar que en los años 1967 a 1970 fue el arreglador y director musical de Sandro, en la entonces CBS, logrando récord de ventas de discos y siendo en esa época el único responsable de la orquesta y coros
que llevaron los grandes éxitos de éste cantante por toda América.

## Filmografía
- Strangers Kiss  dir. Matthew Chapman
- A Fine White Line  dir. Roger Corman
- Play Murder for Me  dir. Roger Corman

Filmes de Argentina en coproducción
- Una jaula no tiene secretos  dir. Agustín Navarro (coproducida con España)
- El juez  dir. Agustín Navarro (coproducida con España)
- Los tímidos visten de gris  dir. Dino Minnitti (coproducida con Italia)
- El taxi  dir. Dino Minnitti (coproducida con Italia)

Filmes de Argentina
Banda musical
- Dios los cría (1991) dir. Fernando Ayala
- Negra medianoche Inédita (1990)
- Hay unos tipos abajo (1985) dir. Rafael Filipelli
- La muerte blanca (1985)
- Los caballeros de la cama redonda (1973)
- La colimba no es la guerra (1972)
- El profesor tirabombas (1972) dir. Fernando Ayala
- Ceremonias (1971) dir. Nestor Lescovich
- La gran ruta (1971) dir. Fernando Ayala
- Los neuróticos (1971) dir. Héctor Olivera
- La familia unida esperando la llegada de Hallewyn (1971)
- La guita (1970) dir. Fernando Ayala
- El profesor patagónico (1970) dir. Fernando Ayala
- Gitano (1970)  dir. Emilio Vieyra
- Muchacho (1970)  dir. Emilio Vieyra
- Blum (1970) dir. Julio Porter
- El profesor hippie (1969) dir. Fernando Ayala
- La vida continúa (1969)  Emilio Vieyra
- Quiero llenarme de ti (1969) dir. Emilio Vieyra
- Turismo de carretera (1968) dir. Rodolfo Kuhn
- Psexoanálisis (1968) dir. Héctor Olivera
- Pajarito Gómez -una vida feliz- (1965) dir. Rodolfo Kuhn
- Los tímidos visten de gris Inédita (1965)
- Proceso a la ley Inédita (1964)
- Máscaras en otoño (1964)
- Bettina (1964) dir. Rubén Cavallotti
- El encuentro (1964)
- La herencia (1964) dir. Ricardo Alventosa
- Racconto (1963) dir. Ricardo Becher
- La terraza (1963) dir. Leopoldo Torre Nilsson
- Una jaula no tiene secretos (1962)
- Homenaje a la hora de la siesta (1962) dir. Leopoldo Torre Nilsson

Dirección musical
- El profesor patagónico (1970) dir. Fernando Ayala
- ¿Ni vencedores ni vencidos? (1970) dir. Naum Spoliansky y Alberto Cabado

Arreglos musicales
- ¿Ni vencedores ni vencidos? (1970)